# Sonsoles Benedicto
Sonsoles Benedicto (Conca, 21 d'abril de 1942) és una actriu espanyola de cinema, teatre i televisió.

## Biografia
Va estudiar a la Reial Escola Superior d'Art Dramàtic de Madrid amb Manuel Dicenta i Mercedes Prendes i al Reial Conservatori Superior de Música de Madrid.
És fundadora del CNINAT (Centre Nacional d'Iniciació del Nen i l'Adolescent al Teatre) juntament amb José María Morera. La seva carrera s'ha basat fonamentalment en la interpretació dels clàssics del teatre. Forma part de la Companyia Pequeño Teatro que dirigeix Antonio Guirau.
Intervé també a sèries de televisió com Estudio 1, Curro Jiménez, Los ladrones van a la oficina, ¡Ay, Señor, Señor! o Mujeres, i a pel·lícules com La leyenda del alcalde de Zalamea, Un hombre llamado Flor de Otoño, El maestro de esgrima o La vida empieza hoy.

## Premis
Premis de la Unión de Actores y Actrices
| Any  | Categoria                            | Pel·lícula          | Resultat   |
| ---- | ------------------------------------ | ------------------- | ---------- |
| 2010 | Millor actriu protagonista de cinema | La vida empieza hoy | Guanyadora |

Festival de Cinema d'Espanya de Tolosa de Llenguadoc
| Any  | Categoria                        | Pel·lícula          | Resultat   |
| ---- | -------------------------------- | ------------------- | ---------- |
| 2010 | Violette d'Or a la millor actriu | La vida empieza hoy | Guanyadora |

## Filmografia

### Cinema
- La vida empieza hoy (2010)
- El prado de las estrellas (2007)
- No somos nadie (2002)
- El maestro de esgrima (1992)
- Supernova (1993)
- Lo más natural (1991)
- La blanca paloma (1989)
- Bodas de sangre (1986)
- Pestañas postizas (1982)
- La siesta (1980)
- Un hombre llamado Flor de Otoño (1978)
- Los días del pasado (1978)
- Odio mi cuerpo (1974)
- La leyenda del alcalde de Zalamea (1973)

Curtmetratges
- Milena, La Reina de los Cielos (2008)
- Fin (2006)
- Cervecita milagrosa (2006)
- Canela que tú me dieras (1995)

### Televisió
- Hospital Central (2003, Episodi: Hasta que la muerte nos separe - 2007, Episodi: Veremos)
- Mujeres (2006, Intervé en 6 episodis)
- El comisario (2003, Episodi: Diógenes y la estatua)
- Policías, en el corazón de la calle (2002, Episodi: Mientras trago saliva)
- Antivicio (2000, Episodi: El hombre de arena)
- Farmacia de guardia (1995, Episodi: Madre no hay más que una)
- Tren de cercanías (1995, Episodi: ¿Sólo con mujeres?)
- ¡Ay, Señor, Señor! (1995, Episodi: ¡Aire puro!)
- Los ladrones van a la oficina (1994, Episodi: Hasta que la suerte nos separe)
- La comedia musical española (1985, Episodi: Las de Villadiego)
- La huella del crimen (1985, Episodi: El caso de las envenenadas de Valencia)
- Curro Jiménez (1977, Episodi: La gran batalla de Andalucía)
- El quinto jinete (1975, Episodi: El ladrón de cadáveres)
- Los pintores del Prado (1974, Episodi: Goya: La impaciencia)
- Novela (1974, Episodi: Entre visillos)
- Los camioneros (1973, Episodi: Quince toneladas de madera y una mujer)
- Estudio 1 (1973, Episodi: La vida en un hilo)

### Teatre
Llista incompleta
- Los Gondra (2016)
- Maribel y la extraña familia (2013)
- Agosto (Condado de Osage) (2011-2012)
- Falstaff (2011)
- Platonov (2009)
- Tio Vania (2008)
- Divinas palabras (2006)
- Copenhague (2003), de Michael Frayn[4]
- Madrugada (2001)
- El yermo de las almas (1996)
- Terror y miseria del Tercer Reich (1995)
- La tercera palabra (1992)
- Luces de Bohemia (1987)
- Casandra (1983)
- El gran teatro del mundo (1981)
- Las Bacantes (1978)
- Los secuestrados de Altona (1972)
- La vida en un hilo (1972)
- El caballero de las espuelas de oro (1966)
- La Celestina (1965)
- El retablo de las maravillas (1964)
- El Cardenal de España (1962)